# Zdeněk Košta
Zdeněk Košta (* 30. Mai 1923; † 11. Oktober 2020 in Prag) war ein tschechoslowakischer Radrennfahrer und nationaler Meister im Radsport.

## Sportliche Laufbahn
Košta war im Bahnradsport aktiv. Er war Teilnehmer der Olympischen Sommerspiele 1952 in Helsinki. Im Sprint schied er in der Vorrunde gegen Enzo Sacchi aus.
1951 gewann er die nationale Meisterschaft im Sprint vor Václav Machek.